# Крылья Советов (футбольный клуб, Горький)
«Крылья Советов» — советский футбольный клуб из Горького. Основан не позднее 1937 года. Команда представляла авиационный завод им. Орджоникидзе.
Дважды участвовал в первенстве СССР. В 1946 году победил в приволжской зоне РСФСР третьей группы и уступил в стыковых играх «Динамо» Свердловск. В 1949 году занял 10 место из 13 в III зоне РСФСР второй группы.
Трижды участвовал в Кубке СССР — в розыгрышах 1937, 1938 и 1949 годов выбывал после первого раунда.
За клуб выступали игравшие в чемпионате СССР Сергей Соснин (1937), Аркадий Афанасьев (1955—1956).